# Phion
Phion, Orkest van Gelderland & Overijssel, kortweg bekend onder de naam Phion of (internationaal) als Phion Orchestra, is een Nederlands professioneel symfonieorkest. Het ontstond in 2019 na een fusie tussen Het Gelders Orkest uit Arnhem en het Orkest van het Oosten uit Enschede.
Het orkest heeft twee vestigingsplaatsen: Arnhem en Enschede. Het concerteert in Musis Sacrum in Arnhem en het Muziekcentrum Enschede. Daarnaast verzorgt het concertseries in Orpheus in Apeldoorn, De Vereeniging in Nijmegen, De Spiegel in Zwolle en andere concertzalen in de provincies Gelderland en Overijssel. Ook treedt het regelmatig op buiten de eigen regio, zoals in het Amsterdamse Concertgebouw en het Utrechtse TivoliVredenburg.
Phion stond de eerste twee seizoenen onder leiding van Otto Tausk. Concertmeester is Mathieu van Bellen, die in december 2022 Cécile Huijnen opvolgde. Alexei Ogrintchouk is met ingang van het seizoen 2023-2024 benoemd tot chef-dirigent. De benoeming is voor vier concertprogramma's in acht weken per jaar. Phion werkt samen met partners in Gelderland en Overijssel, waaronder de Nederlandse Reisopera, diverse koren en organisaties in de amateursector. Algemeen directeur is Jacco Post. 

## Geschiedenis
De wortels van Het Gelders Orkest stammen uit 1889. De laatste decennia werd het orkest geleid door de chef-dirigenten Roberto Benzi, Lawrence Renes, Martin Sieghart, Ken-Ichiro Kobayashi en Antonello Manacorda. De geschiedenis van het Orkest van het Oosten begint in 1933. In de jaren negentig nam de ontwikkeling van dit orkest een grote vlucht onder leiding van chef-dirigent Jaap van Zweden. Zijn opvolger Jan Willem de Vriend was tien jaar chef-dirigent, daarna leidde Ed Spanjaard het orkest tot aan de fusie met Het Gelders Orkest in 2019. Met ingang van het seizoen 2020-2021 is het fusieorkest verder gegaan als Phion, Orkest van Gelderland & Overijssel. 

## Opnamen
Onder leiding van Otto Tausk werden de vioolconcerten van Prokofjev opgenomen met violiste Maria Milstein. Andere opnamen maakte Phion van symfonieën van Andreas Romberg onder leiding van Kevin Griffiths, van onder meer het Vierde pianoconcert van Beethoven met soliste Nino Gvetadze en van werken van Henk Badings en Jan Koetsier met Dana Zemtsov (altviool) en Anna Fedorova (piano) onder de titel Dutch Hidden Gems.